# Scythropochroa latefurcata
Scythropochroa latefurcata är en tvåvingeart som beskrevs av Günther Enderlein 1911. Scythropochroa latefurcata ingår i släktet Scythropochroa och familjen sorgmyggor.
Artens utbredningsområde är Seychellerna. Inga underarter finns listade i Catalogue of Life.